# Abilio Barbero de Aguilera
Abilio Barbero de Aguilera (San Sebastián, 10 de julio de 1931 - Madrid, 4 de julio de 1990) fue un historiador español. 

## Biografía
Hijo de Abilio Barbero Saldaña, general de brigada, Jefe de Estado Mayor de la tercera Inspección general del Ejército en 1936. Se trasladó muy joven a Madrid, donde estudió el Bachillerato y las carreras de Derecho y Filosofía y Letras en la Universidad Central de Madrid, donde se licenció con una memoria llamada El priscilianismo: ¿herejía o movimiento social?, que fue publicada en los Cuadernos de Historia de España de Claudio Sánchez Albornoz en 1963. Fue profesor ayudante adscrito a la cátedra de Historia Medieval de la misma universidad, y recibiría una beca para continuar sus estudios en Reino Unido con el historiador Philip Grierson. Se doctora en 1968 con una tesis sobre las influencias visigodas en la Francia carolingia. Posteriormente trabajaría con Marcelo Vigil, con quien escribiría dos obras fundamentales para la historiografía de la España Medieval:  Sobre los orígenes sociales de la Reconquista (1974) y La formación del feudalismo en la Península Ibérica (1978). Llegó al cargo de catedrático en 1983. Continuó su labor investigadora hasta su muerte, publicando numerosas obras entre las que destacan Los síntomas españoles y la política religiosa de Carlomagno (1984), Configuración del feudalismo en la Península Ibérica (1989) y El reino visigodo y la transición al mundo medieval (1988) en colaboración con su esposa María Isabel Loring.